# Тиба, Юдаи
Юдаи Тиба (яп. 千葉 雄大 Тиба Юдаи, род. 9 марта 1989 года) — японский актёр и модель. Наибольшую известность ему принесла роль Араты/Госей Красного в сериале «Небесный Отряд — Госейджеры» (2010), в одноимённом сезоне сериала «Super Sentai». Сотрудничает с японским агентством по поиску талантов Japan Music Entertainment.

## Биография
Юдаи Тиба родился 9 марта 1989 года в Тагадзё, Мияги, Япония.

## Карьера
Дебютировал как модель, появившись в журнале Choki-Choki. Актера заметил директор модельного агентства, куда изначально Тиба пришёл по своим делам, и предложил ему попробовать поработать моделью.
В октябре 2007 года Юдаи Тиба был выбран в качестве модели для обложки журнала Audition. В это же самое время в университете Тамагава, где учился Тиба, проходила сессия. Юдаи Тиба не смог сдать экзамены из-за занятости на съёмках, поэтому был вынужден оставить учёбу.

## Фильмография

### Телесериалы
| Год        | Название                    | Роль                        | Телеканал | Примечания   | Ссылка |
| ---------- | --------------------------- | --------------------------- | --------- | ------------ | ------ |
| 2010- 2011 | Небесный Отряд — Госейджеры | Арата/Госей Красный         | TV Asahi  | Главная роль | [ 2 ]  |
| 2011       | Хост-Клуб Оранской школы    | Мицукуни Хонинодзука/«Хани» | TBS       |              |        |
| 2011       | Побег: Ради твоей любви     | Тосио Инуи                  | TBS       |              |        |
| 2012       | Тайра Киёмори               | Император Такакура          | NHK       | Тайга дорама | [ 2 ]  |
| 2012       | Падший ангел                | Асахина/«Кума-тян»          | BS Asahi  |              |        |
| 2012       | Расследование Сирато Осаму  | Сирато Осаму                | TBS       | Главная роль |        |
| 2012       | Царевна-лягушка             | Синобу Такагаки             | Fuji TV   |              |        |
| 2012       | Тёмная учительница          | Рёхэй Мотидзуки             | TBS       |              |        |
| 2012       | Резидент: пятеро врачей     | Минато Мияма                | TBS       |              |        |
| 2013       | Великолепная пятёрка        | Сётаро Яно                  | TBS       |              |        |
| 2013       | Обнаженное лето             | Харуо Ёнэда                 | Fuji TV   |              |        |
| 2013       | Канун любви                 | Иваи Кадзухико              | NTV       |              |        |
| 2014       | Отвергнутый шоколатье       | Даисукэ Накамура            | Fuji TV   | 7 эпизод     |        |
| 2014       | Гонка времени               | Синтаро Сугаи               | Fuji TV   |              |        |
| 2014       | Хулиганье из водного поло   | Томоки Кимура               | Fuji TV   |              |        |
| 2014       | Расследование Сирато Осаму  | Сирато Осаму                | TBS       | Главная роль |        |
| 2014       | Царевна-лягушка             | Синобу Такагаки             | Fuji TV   |              |        |